# Blondelia fasciata
Blondelia fasciata là một loài ruồi trong họ Tachinidae.